# Россия (шахта)
Шахта «Россия» — угледобывающее предприятие, расположена в юго-восточной части Красноармейского района Донецкой области.

## История
Шахта «Россия» была сдана в эксплуатацию в 1960 году с проектной мощностью 1800 тыс. т в год.
С 2002 года шахте была установлена производственная мощность в объёме 700 тыс.т угля в год.

## Другие факты
На шахте принята панельная система подготовки. Размеры панели по простиранию 2,0-3,0 км, по падению — до 2,0 км. Панели двукрылые.
Шахтное поле вскрыто двумя стволами — главным и вспомогательным. Главный ствол оборудован двухскиповым подъёмом, обеспечивающим выдачу горной массы. Вспомогательный ствол оборудован двухклетьевым и двухскиповым подъёмами. Клетьевой подъём обеспечивает выполнение грузолюдских операций, а скиповой — выдачу породы.
Пласты опасны по взрыву угольной пыли.
Количество рабочих: 3039/2817 человек (1999 г.)

## Аварии
17 апреля 2005 года — обрушение кровли, 3 погибших
19 января 2009 года — пожар в 1-й северной лаве северного уклона пласта l1 горизонта 416 метров. 12 пострадавших.

## Конфликты
31 марта 2015 года — Забастовка горняков. Причина забастовки — невыплата зарплаты в течение нескольких месяцев. Добыча угля на шахте была временно приостановлена.